# Voyage avec mon père
Pour les articles homonymes, voir Treasure.
Pour plus de détails, voir Fiche technique et Distribution.
Voyage avec mon père (Treasure) est un film franco-allemand réalisé par Julia von Heinz et sorti en 2024. Adapté du roman Too Many Men (en) de Lily Brett publié 1999. L'action du film, qui met en vedette Lena Dunham et Stephen Fry, se déroule en 1990.
Il est sélectionné dans la section « Berlinale Special Gala » de la Berlinale 2024.

## Synopsis
Une journaliste américaine, Ruth, se rend en Pologne avec son père Edek pour visiter les lieux de son enfance. Mais Edek, un survivant de l'Holocauste, résiste à revivre son traumatisme et sabote le voyage, créant involontairement une situation drôle.

## Fiche technique
Sauf indication contraire, les informations mentionnées dans cette section peuvent être confirmées par la base de données cinématographiques IMDb,  présente dans la section « Liens externes ».
- Titre original : Treasure
- Titre français : Voyage avec mon père[3]
- Titre de travail : Iron Box
- Réalisation : Julia von Heinz
- Scénario : Julia von Heinz et John Quester, d'après le roman Too Many Men de Lily Brett
- Musique :
- Photographie : Daniela Knapp
- Montage : Sandie Bompar, Jamin Benazzouz
- Production : Fabian Gasmia, Lena Dunham, Julia von Heinz
- Sociétés de production :
- Société de distribution : Haut et Court (France)
- Pays de production :  Allemagne,  France
- Langue originale : anglais
- Format : couleur
- Genre : comédie dramatique
- Dates de sortie : 
  - Allemagne : 19 janvier 2024 (Berlinale)
  - France : 9 avril 2025[4]

## Distribution
- Stephen Fry : Edek
- Lena Dunham : Ruth
- Zbigniew Zamachowski : Stefan
- Wenanty Nosul : Antoni
- Robert Besta : le directeur de l'hôtel
- Oliver Ewy : Witek
- David Krzysteczko : Michal
- Petra Zieser : la femme allemande
- Monika Obmalko : la gérante
- Dennis Papst : un client

## Production
Le film, initialement intitulé Iron Box, est réalisé par Julia von Heinz. Elle a également écrit le scénario avec John Quester. Le film mettant en vedette Lena Dunham et Stephen Fry est produit par Seven Elephants et Good Thing Going.
Le film a été tourné du 21 février au 7 mai 2023 en Allemagne à Berlin, en Saxe-Anhalt et en Thuringe ainsi qu'en Pologne. Sur les 39 jours de tournage, 18 ont eu lieu dans le centre de l'Allemagne au printemps 2023. Le principal lieu de tournage de la région était Halle-sur-Saale (Saxe-Anhalt).

## Distinction

### Sélection
- Berlinale 2024 : sélection officielle, section « Berlin Special Gala », hors compétition[7].